# Rien Poortvliet
Rien Poortvliet (n. 7 de agosto de 1932 en Schiedam, Holanda Meridional - f. 15 de septiembre de 1995 en Soest, Utrecht) fue un diseñador e ilustrador holandés conocido por sus obras artísticas de animales y gnomos junto a Wil Huygen en la serie literaria de este último.
A pesar de su prolífica carrera artística, el estudio de las artes no era una opción para Poortvliet, el cual se encontró con la oposición de sus padres ante la idea de que fuera a estudiar a una academia de bellas artes. Tras terminar sus estudios de educación primaria, empezó a trabajar en una agencia de publicidad.
Aparte de trabajar para varias agencias y editoriales, fue el encargado de ilustrar varios libros de autores como Jaap ter Haar, Leonard Roggeveen y Godfried Bomans.
A finales de los años 60 empezó a trabajar por libre y empezó a ilustrar sus propias historias mediante el uso de acuarelas basándose en su experiencia como cazador.
Durante años, sus trabajos fueron publicados por la editorial Van Holkema & Warendorf donde colaboró con Wil Huygen en la serie literaria: Leven en werken van de Kabouter, libro que fue traducido a varios idiomas y que fue llevado a la televisión mediante dos series de animación en los años 80.
El 15 de septiembre de 1995 falleció en Soest a causa de un cáncer óseo. Estuvo casado con Corrie Bouman, con la que tuvo dos hijos.